# Широкова, Аида Васильевна
Аи́да Васи́льевна Широ́кова (26 сентября 1928, Ногинск, Московская область — 8 апреля 2018) — советская и российская лингвистка. Профессор кафедры общего и русского языкознания Российского университета дружбы народов.

## Биография
Выпускница отделения классической филологии филологического факультета МГУ им. М. В. Ломоносова (1952; училась вместе С. А. Ошеровым и О. С. Широковым, последний ещё в студенческие годы стал её мужем). В 1963 году защитила кандидатскую диссертацию «К фонологическим особенностям балканской латыни», а в 1978 — докторскую диссертацию «Территориальная дифференциация поздней латыни». Научные интересы: диалекты латыни, сопоставительное и типологическое языкознание.

## Труды
Монографии и учебные пособия:
- Латинский язык на Балканах : (Опыт фонол. описания) : Учеб.-метод. пособие / М-во высш. и сред. спец. образования БССР. Минский гос. пед. ин-т иностр. яз. — Минск: Б. и., 1967. — 116 с.
- Лекции по сопоставительной грамматике русского языка / Ун-т дружбы народов им. Патриса Лумумбы. Каф. общ. языкознания. — М.: Б. и., 1977. — 31 с.
- Сопоставительная грамматика русского языка : (Сопоставит. фонология : Учеб. пособие). — М.: Ун-т дружбы народов, 1984. — 61 с.
- Морфологическая типология слова в разноструктурных языках : Учеб. пособие. — М.: Изд-во РУДН, 1992. — 128 с.
- От латыни к романским языкам : Пособие по истории роман. яз. : [Для вузов по направлению и спец. «Филология»]. — М.: Изд-во Рос. ун-та дружбы народов, 1995. — 282, [1] с.
  - От латыни к романским языкам : [учебное пособие по истории романских языков]. — [3-е изд.] — М.: Добросвет : Университет, 2005. — 221 с.

Воспоминания:
- Широкова А. Д. Олег Сергеевич Широков // Двойной портрет (филологи-классики о филологах — классиках): Сб.статей / Сост. М. Н. Славятинская. — М.: МГХПА им. С. Г. Строганова, 2011. — 192 стр. — С. 141—146.